# Limnephilini
Tribu
Limnephilini est une tribu d'insectes trichoptères de la famille des Limnephilidae.

## Liste des genres et espèces
Selon NCBI (5 nov. 2010) :
- genre Anabolia
  - Anabolia bimaculata
  - Anabolia nervosa
- genre Arctopora
  - Arctopora pulchella
- genre Asynarchus
  - Asynarchus lapponicus
  - Asynarchus montanus
  - Asynarchus mutatus
  - Asynarchus rossi
  - Asynarchus sachalinensis
- genre Grammotaulius
  - Grammotaulius interrogationis
- genre Hesperophylax
  - Hesperophylax designatus
- genre Lenarchus
  - Lenarchus fautini
- genre Limnephilus
  - Limnephilus canadensis
  - Limnephilus decipiens
  - Limnephilus externus
  - Limnephilus femoralis
  - Limnephilus fischeri
  - Limnephilus flavicornis
  - Limnephilus hageni
  - Limnephilus infernalis
  - Limnephilus kennicotti
  - Limnephilus moestus
  - Limnephilus nigriceps
  - Limnephilus partitus
  - Limnephilus perpusillus
  - Limnephilus picturatus
  - Limnephilus rhombicus
  - Limnephilus sansoni
  - Limnephilus sericeus
  - Limnephilus stigma
- genre Philarctus
  - Philarctus bergrothi
- genre Rivulophilus
  - Rivulophilus sakaii

Selon ITIS (5 nov. 2010) : liste de genres :
- Anabolia Stephens, 1837
- Arctopora Thomson, 1891
- Asynarchus McLachlan, 1880
- Clistoronia Banks, 1916
- Glyphotaelius Stephens, 1833
- Grammotaulius Kolenati, 1848
- Halesochila Banks, 1907
- Hesperophylax Banks, 1916
- Lenarchus Martynov, 1914
- Leptophylax Banks, 1900
- Limnephilus Leach in Brewster, 1815
- Nemotaulius Banks, 1906
- Philarctus McLachlan, 1880
- Platycentropus Ulmer, 1905
- Psychoronia Banks, 1916
- Rhadicoleptus Wallengren, 1891